# 4-2-2

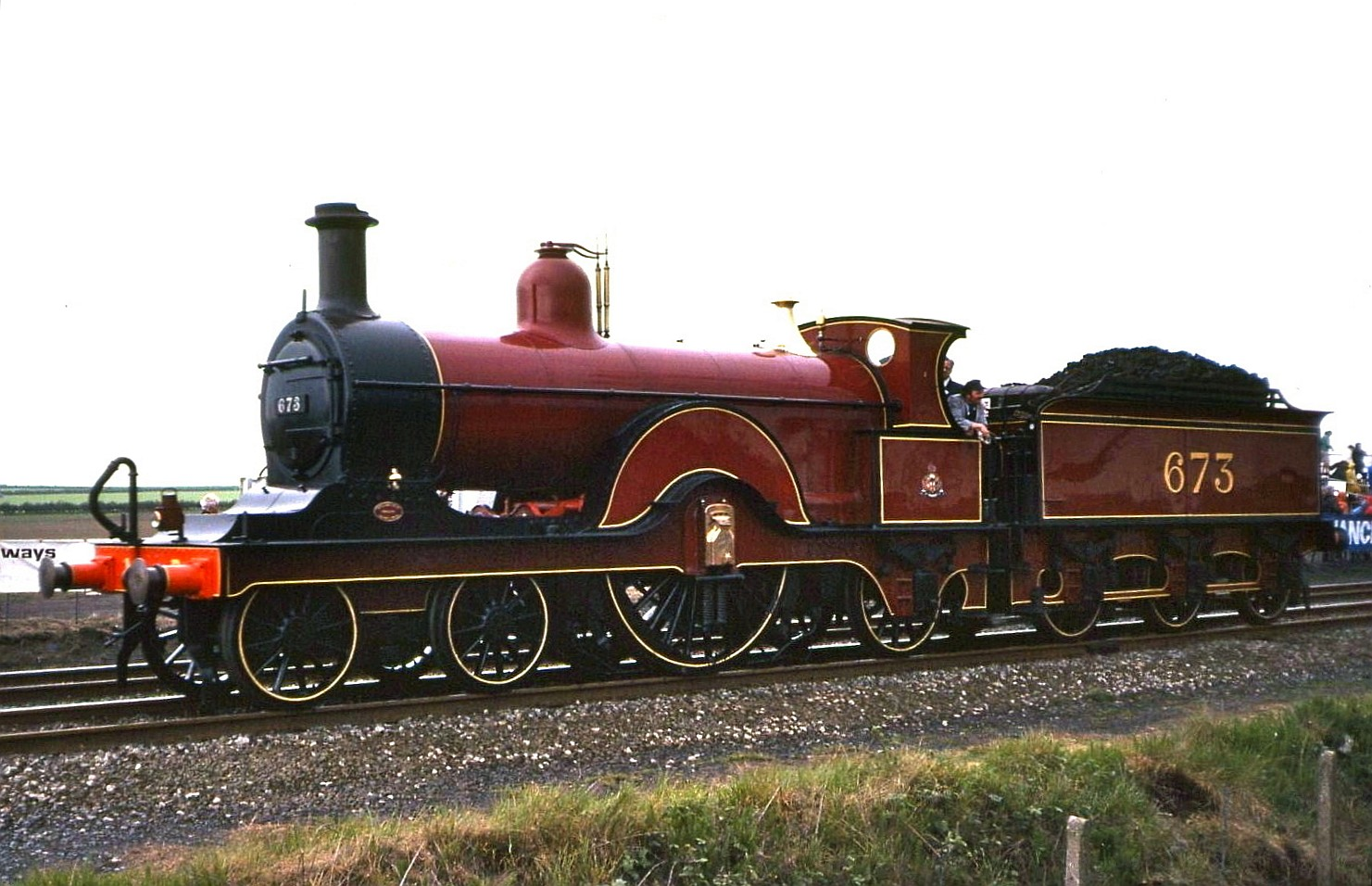
Locomotora Midland Railway Clase 115, del tipo 4-2-2

Bajo la notación Whyte para la clasificación de las locomotoras de vapor, la denominación 4-2-2 representa una disposición de ruedas con cuatro ruedas delanteras en los dos primeros ejes, dos ruedas motrices en un tercer eje y dos ruedas traseras en un cuarto eje. Al igual que otros tipos de locomotoras de vapor con un solo par de ruedas motrices, también se las conocía como locomotoras sencillas.

## Clasificaciones equivalentes
Otras clasificaciones equivalentes son:
- Clasificación UIC: 2A1 (también conocida como clasificación alemana y clasificación italiana)
- Clasificación francesa: 211
- Clasificación turca: 14
- Clasificación suiza: 1/4

## Historia

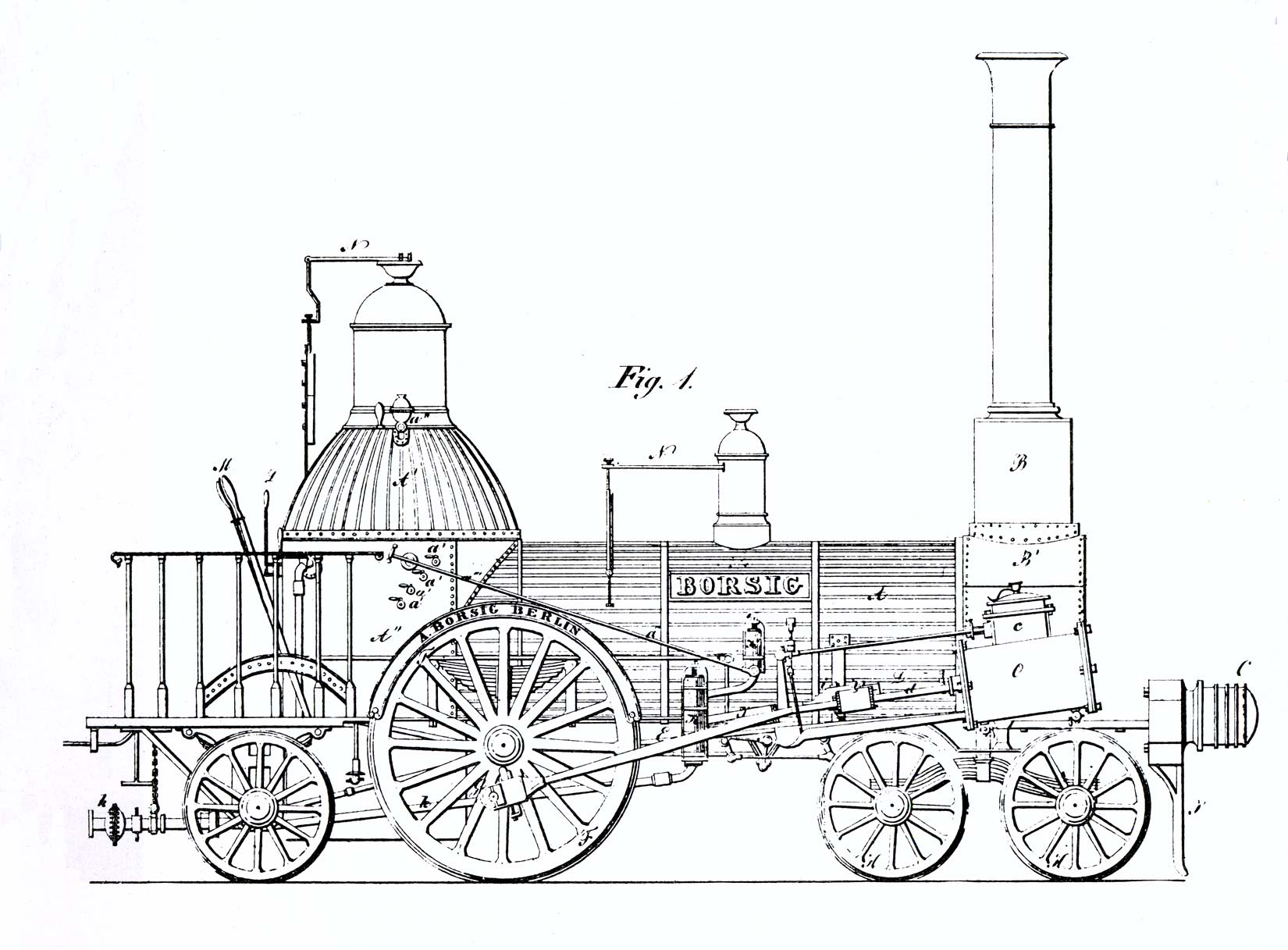
Dibujo técnico de la primera locomotora Borsig

La configuración 4-2-2 ofreció a los diseñadores ocho ruedas para repartir el peso de una locomotora más grande, pero antes de que los bogies (inventados en la década de 1830) se hicieran populares, se creó una configuración de batalla larga y rígida, y además con una adherencia limitada. Como resultado, el tipo fue relativamente raro hasta la década de 1870. La primera locomotora de vapor fabricada por Borsig de Berlín en 1841, la Borsig No 1, era una 4-2-2, pero la empresa volvió rápidamente a la configuración 2-2-2, un diseño mucho más común.

### Desarrollos en el Reino Unido

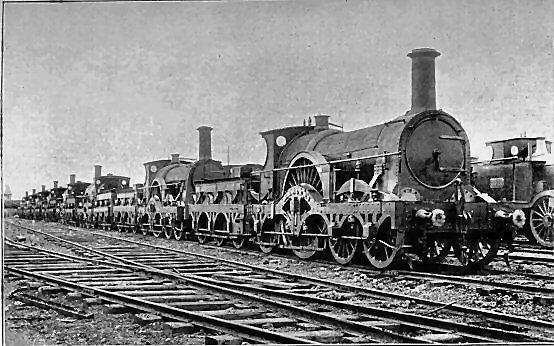
Locomotoras de la Clase Iron Duke a la espera de ser desguazadas

La locomotora Cornwall No. 3020 del Ferrocarril de Londres y del Noroeste se construyó originalmente con una configuración 4-2-2 en los Talleres de Crewe en 1847, pero posteriormente fue objeto de una reconstrucción y se convirtió en una máquina del tipo 2-2-2 en 1858.
La única área en la que el tipo demostró ser útil fue en las locomotoras para vía de gran ancho, donde las curvas pronunciadas eran un problema menor. Daniel Gooch construyó 29 unidades de su clase de locomotoras expresas Iron Duke para el Great Western Railway entre 1847 y 1855. Tenían un tamaño de ruedas motrices de 8 pies (2,438 m) de diámetro. Se construyeron otras veinte unidades de un diseño similar para el Ferrocarril de Brístol y Exeter después de 1849, fabricadas por Stothert & Slaughter en Bristol. Debido a que ambos conjuntos de ruedas delanteras se montan de forma independiente en bastidores separados de las máquinas de esta clase, a veces se describen como (2-2)-2-2 en lugar de 4-2-2.
La primera locomotora 4-2-2 en emplear un bogie delantero fue construida por Archibald Sturrock del Great Northern Railway (GNR) en 1853. Esta máquina tenía ruedas motrices sin pestañas de 7 pies 0 plg (2,134 m) de diámetro, y solo tuvo un éxito moderado, con tendencia a descarrilar. En la década de 1870, el diseño mejorado de los bogies (que brindaba una mayor capacidad de inscripción en las curvas), permitió a los diseñadores crear locomotoras rápidas de pasajeros de este tipo para vía de ancho estándar. En el GNR, Patrick Stirling construyó 53 unidades del tipo GNR Stirling 4-2-2 con cilindros exteriores en los Talleres de Doncaster entre 1870 y 1895, para operar en la Línea Principal de la Costa Este entre King's Cross en Londres y York. Alcanzaban una velocidad promedio de más de 60 millas por hora (97 km/h) durante la Carrera hacia el Norte, y se las llamó "ocho pies" debido al diámetro de sus ruedas motrices. El sucesor de Stirling, Henry Ivatt, construyó otras doce locomotoras sencillas entre 1898 y 1901 antes de pasar al diseño de locomotoras 4-4-2, de mayor tamaño.
El atractivo de las máquinas sencillas (4-2-2 o de otro tipo) era que, gracias al efecto de 'engranaje' de las grandes ruedas motrices simples, una locomotora podía obtener altas velocidades mientras la velocidad de operación de los pistones y de las válvulas de distribución del motor permanecía relativamente baja. Esto fue importante debido a los sistemas de lubricación relativamente poco sofisticados disponibles en aquella época, con muchas de las partes del movimiento del motor que requerían ser 'aceitadas' con la locomotora parada antes y después de cada servicio, o en viajes más largos por uno de los miembros de la tripulación, que debía subirse al estribo para engrasar los mecanismos con la locomotora en plena marcha. La baja velocidad del pistón también significaba que la demanda de vapor en la caldera era relativamente baja, lo que permitiía disponer una caldera más pequeña y liviana.
Antes del desarrollo de los diseños de caldera grande en la década de 1890, muchas calderas no podían sostener el suministro de vapor requerido por una locomotora de ruedas pequeñas que operaba a gran velocidad, por lo que se recurría a grandes ruedas motrices en un solo eje. A 70 millas por hora (113 km/h), las ruedas motrices de una máquina sencilla de 'ocho pies' estarían girando a 245 revoluciones por minuto, a diferencia de las 327 revoluciones de las ruedas motrices de un 'seis pies'. Una locomotora con ruedas acopladas también sufría una resistencia adicional a la rodadura debido a la presencia de las bielas de acoplamiento entre las ruedas motrices, lo que generaba una resistencia leve pero medible derivada de las pequeñas variaciones en el diámetro de las ruedas motrices que eran nominalmente del mismo tamaño. Esto significaba que sin las barras de acoplamiento, para una velocidad de locomotora dada, las ruedas motrices girarían a un ritmo muy ligeramente diferente, pero las barras de acoplamiento y los ejes forzaban a las ruedas motrices a girar a la misma velocidad, produciéndose una resistencia al avance adicional como resultado del efecto de las fuerzas de unión sobre los cojinetes de las bielas de acoplamiento. Aparte de esta fuerza, los mismos cojinetes de biela eran una fuente de resistencia a la rodadura. Además, cada eje motriz de una locomotora tenía que estar soportado en grandes cojinete de deslizamiento, con lubricación adicional requerida, introduciendo un punto potencial de fallo mecánica debido a un posible recalentamiento debido a la considerable fricción generada. Con un solo eje motriz, una máquina 'sencilla' tenía mucha menos resistencia a la rodadura que una máquina con dos ejes acoplados, lo que requería menos vapor para alcanzar una velocidad determinada y también funcionaba más libremente cuando se deslizaba cuesta abajo.
La disposición de ruedas 4-2-2 tenía otras ventajas específicas: el bogie delantero soportaba el peso de cilindros grandes y una caldera larga que podía exceder los límites de carga de los diseños de un solo eje delantero, al mismo tiempo que proporcionaba una estabilidad superior en las curvas a altas velocidades. Sin la restricción de un segundo eje de tracción trasero, se podía disponer un fogón ancho y profundo sobre un único eje de arrastre pequeño, lo que proporcionaba buenas propiedades de producción de vapor y un cenicero grande en estas locomotoras, adecuadas para recorrer largas distancias a altas velocidades.
Las 'ocho pies' de Stirling tuvieron mucho éxito, pero se adaptaron mejor al GNR a las líneas principales predominantemente rectas y con pendientes suaves de Cambridgeshire y del valle de York. Otros ferrocarriles reemplazaron lentamente sus máquinas sencillas originales con locomotoras 4-4-0, que ofrecían una mejor tracción a costa de una menor velocidad máxima. Sin embargo, en 1886, Francis Holt, gerente de los Talleres de Derby del Ferrocarril de Midland, inventó una forma práctica de arenero que permitía a las cuadrillas de locomotoras detener el deslizamiento de las ruedas de manera rápida y efectiva. Esto llevó al Midland a revivir las máquinas sencillas en la forma de los distintivas locomotoras "Spinner" de cilindros interiores, de las que se construyeron ochenta y cinco unidades con cinco diseños distintos por Samuel Waite Johnson entre 1887 y 1900. Una locomotora de la Clase 115, la No. 673, se conserva en el  Museo Nacional del Ferrocarril de York. Simultáneamente con la invención de Holt se estaba produciendo la  Carrera hacia el Norte, cuando grupos de compañías ferroviarias en las rutas Costa Este y de la Costa Oeste entre Londres y Edimburgo competían entre sí por los tiempos de viaje más rápidos. Para su parte de la ruta de la costa oeste, el Ferrocarril de Caledonia usó su singular máquina 4-2-2, No. 123. Esta locomotora se había construido en 1885 como un ejemplar de muestra para la Feria Mundial de Edimburgo de 1886, y en lugar de satisfacer una necesidad del tráfico ferroviario, se había utilizado el diseño sencillo 4-2-2, que al poco tiempo ya había quedado pasado de moda. Pero cuando entró en servicio durante la Carrera hacia el Norte, el rendimiento de alta velocidad y la fiabilidad de la No. 123 hicieron que otros ingenieros de locomotoras reconsideraran las ventajas de las máquinas de un solo eje tractor, especialmente cuando se combinaba con el nuevo arenero accionado por vapor (la No. 123 tenía un sistema de arenero similar, pero operado con aire comprimido).
Estos factores llevaron a un resurgimiento del interés por las máquinas sencillas para el servicio rápido de trenes expresos de pasajeros en las décadas de 1880 y 1890. William Dean del Great Western Railway construyó cincuenta unidades de la Clase 3031 Achilles para vía de ancho estándar de 1893 a 1899. La locomotora No. 3065 Duke of Connaught estableció un hito en la Carrera hacia el Norte, al alcanzar un registro sin precedentes con el tren expreso Ocean Mail de Plymouth a Paddington, contribuyendo a completar el recorrido en 227 minutos el 9 de mayo de 1904, cuando se hizo cargo del tren en Bristol relevando a la locomotora No 3440 City of Truro y completó el viaje a Paddington en 99 minutos y 46 segundos. Hacia 1900, las cargas promedio de los trenes habían crecido más allá de la capacidad incluso de las máquinas sencillas equipadas con arenero, y su desarrollo se detuvo. En el GNR, las famosas 'ocho pies' de Stirling requerían de doble tracción en combinación con máquinas 4-4-0, antes de ser reemplazadas por las locomotoras 'Klondyke' 4-4-2 diseñadas por Henry Ivatt, mientras que en el Ferrocarril de Midland, Samuel Johnson desarrolló una potente locomotora 4-4-0 con dos ejes motrices para reemplazar a sus 'Spinners'.
Otro notable ejemplo de máquina 4-2-2 producida en el Reino Unido es la GER Clase P43, una de las primeras locomotoras de vapor que utilizaban aceite como combustible, desarrollada por James Holden, pionero de las calderas alimentadas con esta clase de combustible. La última serie de 'locomotoras sencillas' británicas fue la Clase 13 del Gran Ferrocarril Central, diseñada por Harry Pollitt en 1900 para trabajar en la nueva línea principal de la compañía a Londres. Las locomotoras monocilíndricas Ivatt Clase A5 del GNR, diseñadas antes que las máquinas del Gran Central, continuaron entrando en servicio durante 1901, siendo las últimas de su tipo en circular por las vías de Gran Bretaña.

### Desarrollos de EE. UU.

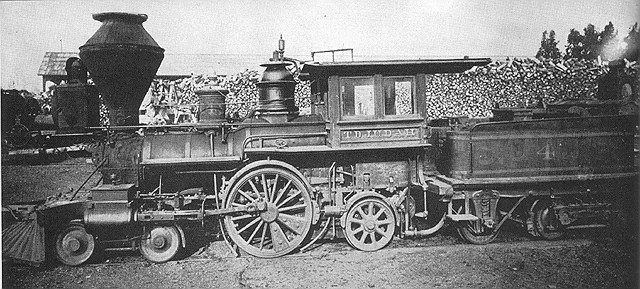
T. D. Judah, una locomotora reconstruida como una 4-2-2 por el Central Pacific

La locomotora T. D. Judah fue construida como una 4-2-4 por Cooke Locomotive and Machine Works en 1863. Se compró para ser usada en el Central Pacific, y se reconstruyó como una 4-2-2 en 1872.
Para 1900, las cargas típicas en los trenes expresos habían superado las capacidades de las locomotoras 4-2-2, y el diseño fue reemplazado por la configuración 4-4-2.

### Asia
En 1910, el fabricante británico de locomotoras Kerr, Stuart and Company produjo cuatro locomotoras 4-2-2, con un peso de 120 toneladas y ruedas motrices de 7 pies (2,134 m), para el Ferrocarril Shanghai-Nanjing. Estas fueron las últimas sencillas construidas de las que se tiene constancia, y casi con certeza las más grandes.